# الاو
الاو (به انگلیسی: Alao) یک منطقهٔ مسکونی در ایالات متحده آمریکا است که در ساموآی آمریکا واقع شده‌است.

## خصوصیات
الاو ۱٫۴۵ کیلومترمربع مساحت و ۵۵۴ نفر جمعیت دارد.